# Erythrothrips
Erythrothrips är ett släkte av insekter. Erythrothrips ingår i familjen rovtripsar.
Kladogram enligt Catalogue of Life:
| Erythrothrips | \| \| Erythrothrips arizonae \| \| \| \| \| \| Erythrothrips bishoppi \| \| \| \| \| \| Erythrothrips durango \| \| \| \| \| \| Erythrothrips fasciculatus \| \| \| \| \| \| Erythrothrips keeni \| \| \| \| |
|               | \| \| Erythrothrips arizonae \| \| \| \| \| \| Erythrothrips bishoppi \| \| \| \| \| \| Erythrothrips durango \| \| \| \| \| \| Erythrothrips fasciculatus \| \| \| \| \| \| Erythrothrips keeni \| \| \| \| |
|               | Aeolothrips |
|               | |
|               | Dactuliothrips |
|               | |
|               | Desmidothrips |
|               | |
|               | Franklinothrips |
|               | |
|               | Melanthrips |
|               | |
|               | Orothrips |
|               | |
|               | Rhipidothrips |
|               | |
|               | Stomatothrips |
|               | |
|               | Erythrothrips arizonae |
|               | |
|               | Erythrothrips bishoppi |
|               | |
|               | Erythrothrips durango |
|               | |
|               | Erythrothrips fasciculatus |
|               | |
|               | Erythrothrips keeni |
|               | |

|  | Erythrothrips arizonae     |
|  |                            |
|  | Erythrothrips bishoppi     |
|  |                            |
|  | Erythrothrips durango      |
|  |                            |
|  | Erythrothrips fasciculatus |
|  |                            |
|  | Erythrothrips keeni        |
|  |                            |